# Trigonostemon pierrei
Trigonostemon pierrei är en törelväxtart som beskrevs av François Gagnepain. Trigonostemon pierrei ingår i släktet Trigonostemon och familjen törelväxter. Inga underarter finns listade i Catalogue of Life.